# Parnassius davydovi
Parnassius davydovi – bardzo rzadki gatunek motyla z rodziny paziowatych. Występuje w Kirgistanie, w górach Tienszan. Został odkryty w 2005 i opisany w 2006 roku. Pokrewnymi gatunkami są Parnassius autocrator i Parnassius loxias. Status gatunku został potwierdzony badaniami genetycznymi.
Skrzydło przednie ma długość 35,5–39 mm u samców, 39–41 mm u samic, średnia rozpiętość skrzydeł wynosi 65-69 mm u samców, 76 mm u samic. Barwa skrzydeł mlecznobiała. Wzór podobny do P. loxias. Obecna ciemna (nie czarna) plamka między drugą żyłką kubitalną a drugą żyłką analną; podobna cecha występuje tylko u P. charitonius. Plamka ta jest mniejsza u samic niż u samców. Anatomia narządów płciowych i sfragis jest taka sama u P. autocrator, P. loxias i P. davydovi.
Gąsienice spotykane na Corydalis sp.